# Richard-Sorge-Straße
Die Richard-Sorge-Straße ist eine Straße im Berliner Ortsteil Friedrichshain. Sie führt von der Landsberger Allee bis zum Weidenweg und wurde nach dem Kommunisten Richard Sorge (1895–1944) benannt, der in Japan als Spion für die Sowjetunion hingerichtet wurde.

## Namensgebung und Straßengeschichte
Der Hobrecht-Plan für den Straßenausbau der Stadt Berlin legte Planradianten, genannt Abteilungen, und fortlaufende Nummern für die Straßen fest. Nach diesem Bebauungsplan erhielt der Nord-Süd-Verkehrsweg die Bezeichnung Straße 41, Abt. XIII/2. Am 8. März 1883 verliehen die Stadtväter ihr den Namen Tilsiter Straße nach der ostpreußischen Stadt Tilsit. Am 17. September 1969 erhielt die damalige Tilsiter Straße ihren heutigen Namen. An den vorherigen Namen erinnern seit 1994 wieder die Tilsiter Lichtspiele im Haus Nummer 25a.

## Besonderheiten

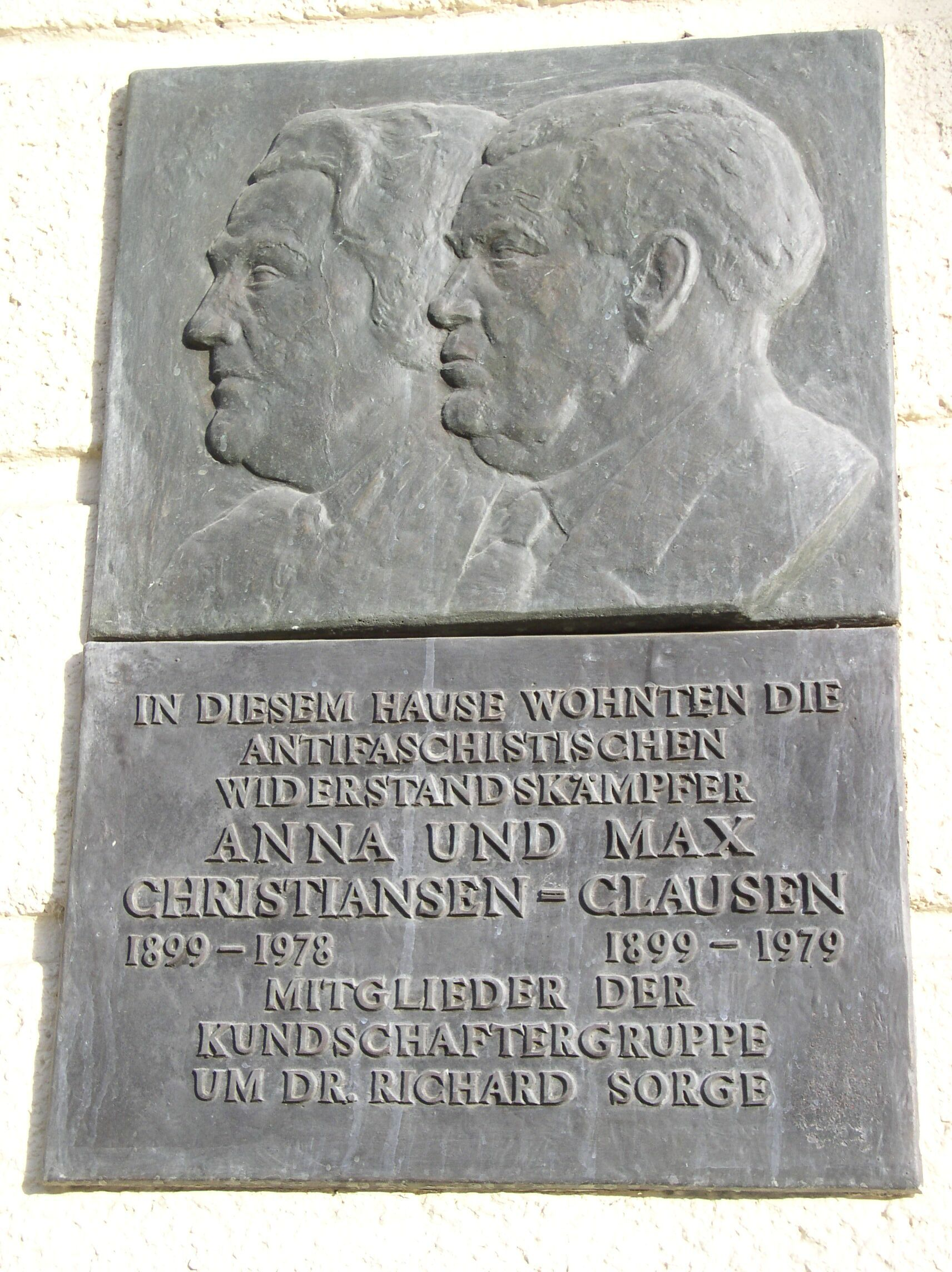
Gedenktafel am Haus Nr. 8

In der Richard-Sorge-Straße stehen mehrere Gebäude unter Denkmalschutz. Eines davon ist die ehemalige Bonbon-, Marzipan- und Schokoladenfabrik in den Häusern Nummer 21a/22, die als Ernst-Lemmer-Haus bekannt ist. Auch die in der Landsberger Allee 54 gelegene und sich entlang der Richard-Sorge-Straße erstreckende ehemalige Aktienbrauerei Friedrichshöhe ist ein Baudenkmal. Ebenso geschützt sind die hölzerne Christuskirche (Nummer 14/15) sowie die Häuser 7–9 und 83/84, die ein Teil des Denkmalbereiches Karl-Marx-Allee sind.
Am Haus Nummer 8 befindet sich eine Erinnerungstafel für Richard Sorge. Der beiden ehemaligen Mitglieder der Sorge-Gruppe Anna Christiansen-Clausen und Max Christiansen-Clausen wird mit einer weiteren Gedenktafel am selben Haus gedacht. Sie haben nach dem Zweiten Weltkrieg in diesem Haus gewohnt. Weitere Gedenktafeln erinnerten an die Widerstandskämpfer gegen den Nationalsozialismus Eugen Neutert (Nummer 65) und Heinz Nawrot (Nummer 10). Diese Tafeln wurden jedoch von Unbekannten in den späten 1990er Jahren demontiert und seitens der Bezirksverwaltung nicht erneuert.

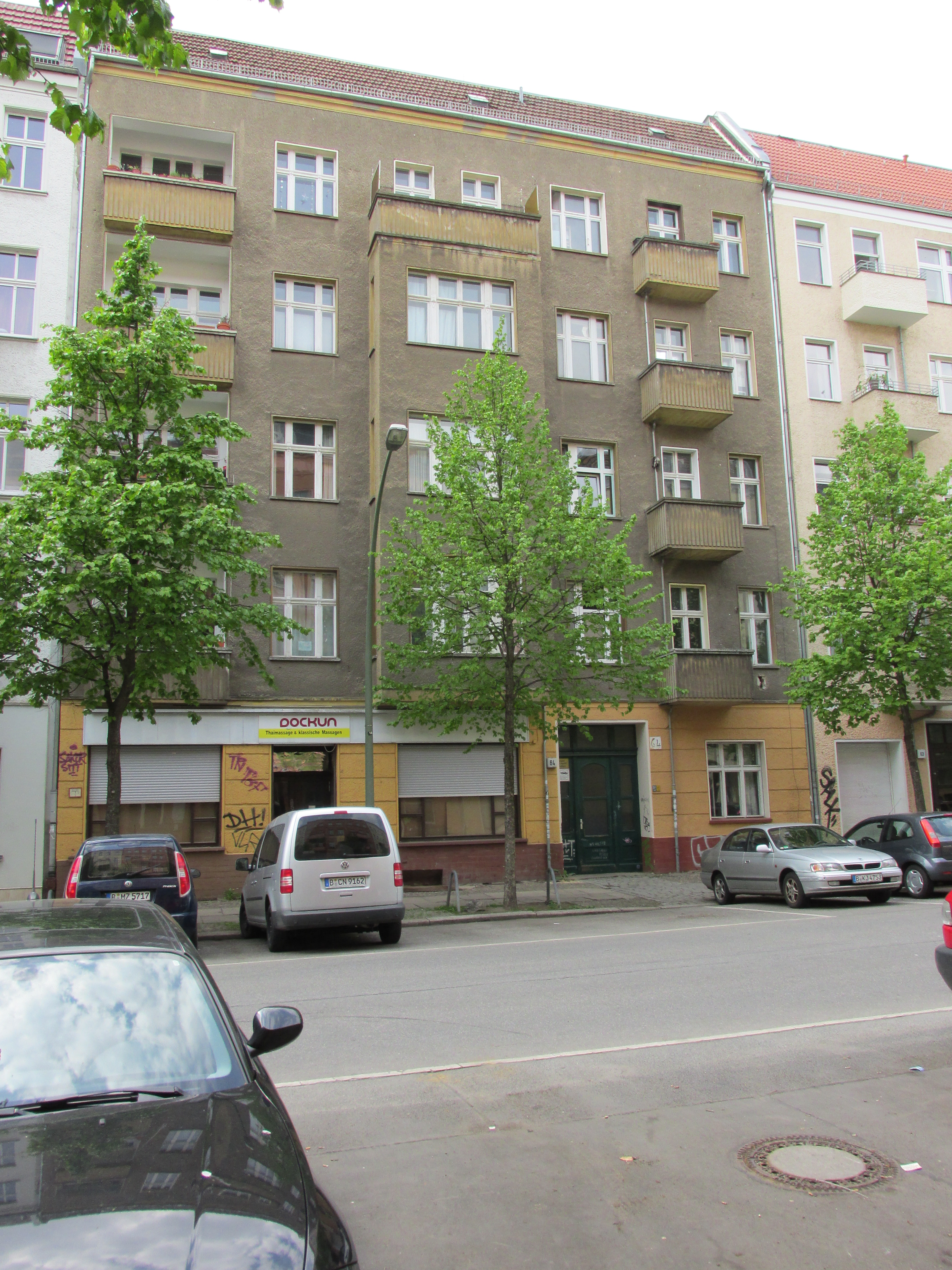
Haus Nr. 64, in dem Hildegard Trabant lebte

Im Haus Nr. 64 war die letzte Wohnung des Berliner Maueropfers Hildegard Trabant. Sie wurde am 18. August 1964 erschossen, als sie versuchte, aus Ost-Berlin zu fliehen, in der Nähe der verlassenen S-Bahn-Gleise zwischen Gesundbrunnen und Schönhauser Allee.

## Ernst-Lemmer-Haus
Das Ernst-Lemmer-Haus in der Nummer 21a, in dem sich seit Ende der 1990er Jahre die Hauptverwaltung des Landesverbandes Berlin des Unionhilfswerks befindet, ist Teil einer Zweihofanlage mit Vorder- (Nummer 22) und Hinterhaus (Nummer 21a). Es entstand nach Plänen des Architekten Reinhard Brehm als Wohnhaus mit Fabrikgebäude und war 1896/1897 einer der ersten Bauten im Südteil der damaligen Tilsiter Straße. Errichtet als Süßwarenfabrik, diente das Gebäude nacheinander ab 1905 einer Klinik, ab 1922/1923 der Firma Osram und anschließend ab 1926/1927 der Norddeutschen Schriftgießerei.
Der Gebäudekomplex besteht aus einem Wohnhaus entlang der Straße, das mit Rokoko-Verzierungen versehen ist. Das viergeschossige Fabrikgebäude im Hof ist unverputzt, dagegen im typischen Berliner Fabrikstil mit gelben und roten Ziegeln gebändert sowie mit sehr großen Fenstern ausgestattet. Mithilfe der Berliner Denkmalbehörde konnte das Unionhilfswerk, das seinen Hauptsitz 1997 von Berlin-Dahlem hierher verlegte, beide Gebäude bis zum Jahr 2000 fachgerecht restaurieren. Es erhielt den Namen Ernst Lemmers (1898–1970), der in der Sowjetischen Besatzungszone (SBZ) zu den Gründern der CDU und des Freien Deutschen Gewerkschaftsbundes (FDGB) gehörte und nach seiner Flucht aus der SBZ u. a. Bundesminister für gesamtdeutsche Fragen wurde.

## Evangelisch-methodistische Christuskirche

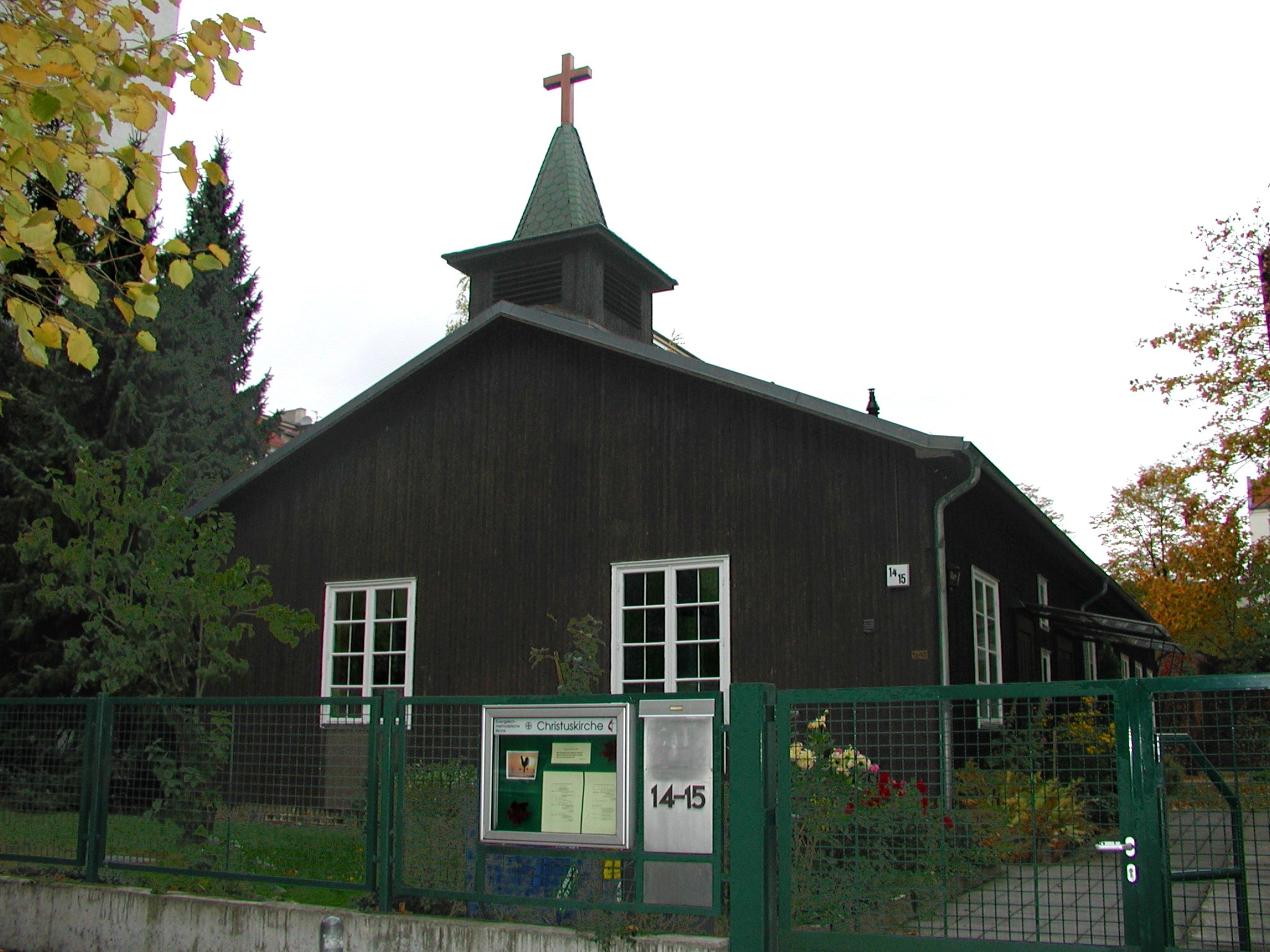
Christuskirche

Die Christuskirche ist eine evangelisch-methodistische Kirche in der Richard-Sorge-Straße 14/15. Der erste Kirchenbau an dieser Stelle, ein neugotischer Bau ohne Turm, wurde 1895 für die 1888 gegründete Elim-Gemeinde errichtet. Diese Kirche wurde 1945 am Ende des Zweiten Weltkriegs zerstört. Durch Spenden US-amerikanischer Methodisten konnte eine Notkirche aus Holz erworben und aufgestellt werden, die von der schwedischen Baufirma WST Blockhus gebaut worden war. Kurz nach der Fertigstellung gingen Teile der Kirche in Flammen auf, worauf eine Erneuerung mit besseren Sicherheitsvorkehrungen erfolgte.
Die mit einem flachen Satteldach und einem kleinen Glockenturm ausgestattete Holzkirche wurde für etwa 400 Besucher gebaut. Sie sollte in den 1990er Jahren durch einen Neubau ersetzt werden, wurde dann aber unter Denkmalschutz gestellt.

## Tilsiter Lichtspiele
Das Kino Tilsiter Lichtspiele wurde 1908 als kleines Filmtheater im Erdgeschoss des Wohnhauses in der Tilsiter Straße 25a gegründet. Immer wieder technisch nachgerüstet, blieb es bis zu seiner Schließung 1961 in Betrieb. Nach der politischen Wende wurde das Kino zusammen mit einer Kneipe im Jahr 1994 wiedereröffnet und von einem Verein betrieben. Später wurde dieser in eine GbR, die heutige Betreiberin, umgewandelt. Der Einbau des Lokals im Eingangsbereich verkleinerte den Zuschauerraum auf etwa 60 Plätze.

## Aktienbrauerei Friedrichshöhe

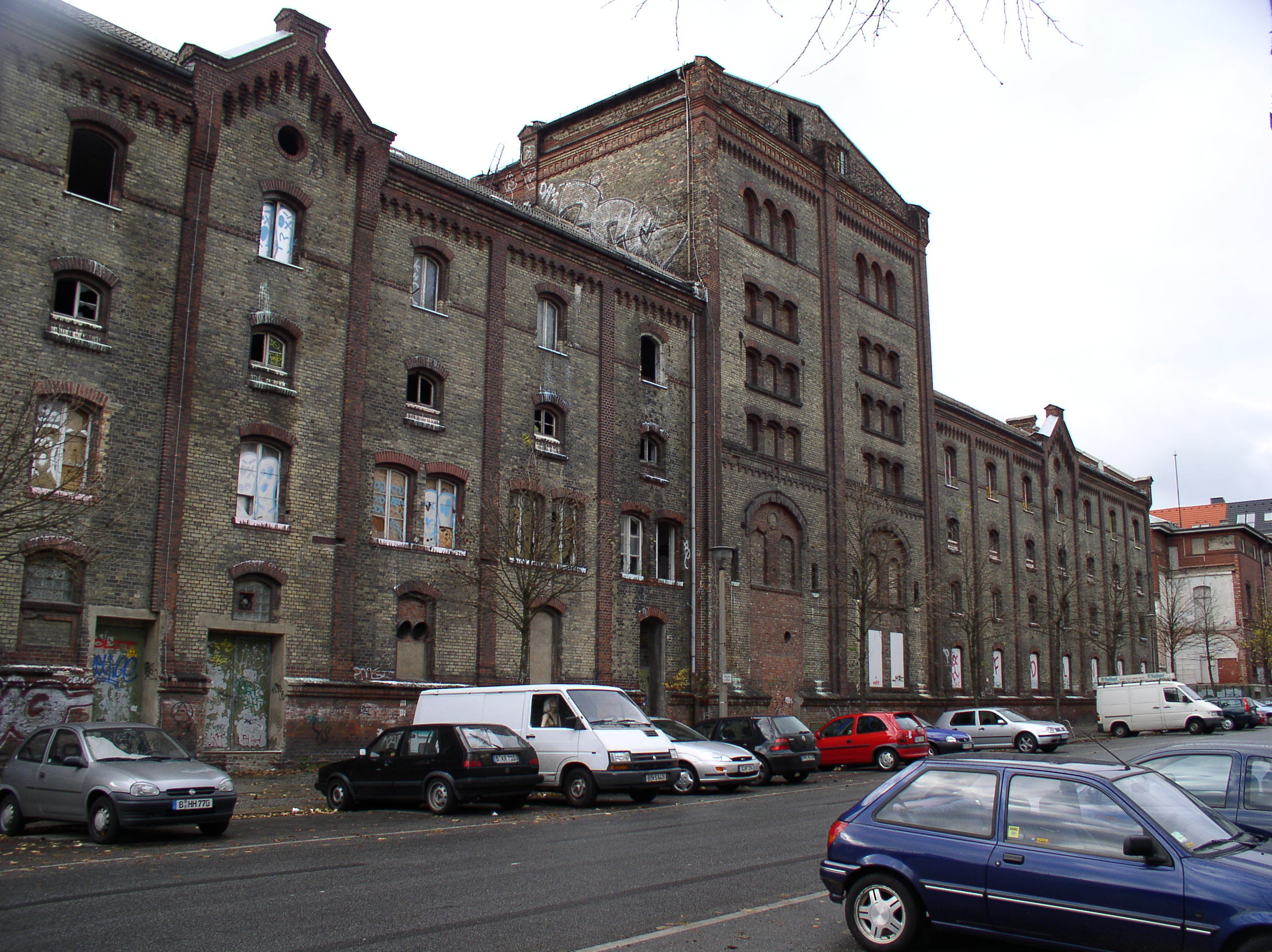
Gebäudetrakt der Aktienbrauerei Friedrichshöhe in der Richard-Sorge-Straße

Auf dem Gelände der Aktienbrauerei Friedrichshöhe, das die Grundstücke 51–62 einnahm, legte Georg Patzenhofer Anfang der 1860er Jahre den ersten Bier-Lagerkeller für seine Brauerei in der damaligen Papenstraße an. Zwischen 1877 und 1886 entstanden dann die meisten Gebäude der nun Aktienbrauerei-Gesellschaft Friedrichshöhe, vorm. Patzenhofer genannten Brauerei, die sich ab 1886 komplett am neuen Standort befand. Die Brauerei war bis 1990 in Betrieb, zuletzt als Teil des VEB Getränkekombinat Berlin. Nach 1990 wurde sie geschlossen. Von der ehemaligen Bebauung sind heute lediglich drei Gebäude erhalten. Direkt an der Landsberger Allee / Ecke Richard-Sorge-Straße steht ein nahezu würfelförmiger zweieinhalbgeschossiger, reich mit Terrakotten und Bemalungen verzierter Bau, das ehemalige Comptoir und Wohnhaus. Südwärts folgt dann ein langgestrecktes viergeschossiges Produktionsgebäude mit erhöhtem Mittelteil. Drei Giebel eines weiteren Gebäudes, die jahrelang als Rest erhalten geblieben waren, wurden im Dezember 2007 abgerissen. Auf der dadurch noch größer gewordenen Brachfläche entstanden zwischen 2008 und 2010 einige Mietwohnhäuser.